# 악장 (한국 음악)
악장(樂章)은 조선 전기 궁중에서 국가의 공식적 제향이나 공식 사신을 맞는 행사 또는 연회 때에 쓰이는 시가이다. 즉, 조선 건국과 함께 동양 통치 관례에 따라 예악(禮樂)을 정비(整備)하게 된다. 국가 공식 행사인 제향(祭享)이나 연향(宴享) 혹은 연회(宴會)에 쓰일 노래와 가사를 새로 지어 따로 묶은 시가 장르가 ‘악장’이다.